# South Anston
South Anston är en by i civil parish North and South Anston, i distriktet Rotherham, i grevskapet South Yorkshire, i England. Byn är belägen 17 km från Sheffield. Byn hade 2 527 invånare år 2021. Byn nämndes i Domedagsboken (Domesday Book) år 1086, och kallades då Litelastone/Titelanstan.